# Longonot
El Longonot, Ol Longot u Olonongot es un estratovolcán dormido situado al sudeste del lago Naivasha, en la zona rural del Gran Valle del Rift de Kenia a 60 km de Nairobi. Su actividad geodésica durante 2004-2006 demostró la presencia de sistemas magnéticos activos aún debajo.
En él hay una gran caldera de 8 x 12 km formada por enormes erupciones de lava traquítica de hace 21.000 años coronada por un cráter de 1,8 km y flanqueada por conos satélites.
Tiene una estación de comunicaciones y forma un parque nacional gestionado por el Servicio de Vida Silvestre de Kenia. ).